# Macula densa
Macula densa je shluk buněk v oblasti stěny distálního stočeného kanálku v ledvinách.

Ledvinné tělísko

## Popis
V průběhu korovou částí ledvin se distální stočený kanálek dotýká cévního pólu ledvinného tělíska svého mateřského nefronu. V tomto místě jsou distální tubulus i příslušná eferentní arteriola modifikovány. Buňky distálního tubulu se v této juxtaglomerulární oblasti obvykle zvyšují, stávají se cylindrickými a jejich jádra se takto dostávají do těsné vzájemné blízkosti. Tato pozměněná část stěny distálního tubulu je označována jako macula densa.
Poblíž úseku aferentní arterioly, obsahujícího juxtaglomerulární buňky (produkující renin), se obvykle nalézá macula densa distálního stočeného kanálku a oba tyto útvary společně vytvářejí juxtaglomerulární aparát. Další součástí tohoto aparátu jsou světle se barvící buňky, jejichž funkce zůstává dosud neobjasněna.

## Histologie
Buňky macula densa mají vyšší a velmi značné jádro oproti okolním buňkám distálního tubulu.
Díky nahloučení jader se macula densa jeví v mikroskopických preparátech temnější.
Golgiho komplex je ve většině těchto buněk umístěn v bazální části.

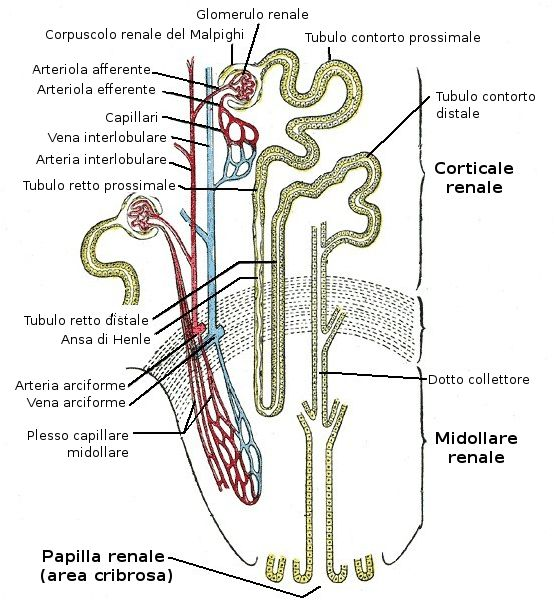
Nefron

## Funkce
Macula densa monitoruje osmolaritu a množství ultrafiltrátu.
Pokles krevního tlaku vede k poklesu rychlosti glomerulární filtrace (GFR), což způsobuje větší vstřebávání. Následkem toho je snížení koncentrace sodných a chloridových iontů ve filtrátu a snížený průtok filtrátu. Nízký krevní tlak znamená snížený žilní tlak a tím i snížený peritubulární kapilární tlak. Je to způsobeno kapilárním hydrostatickým tlakem, a dochází tak ke zvýšení absorpce sodných iontů do vasa recta (přímé tepny) u proximálního stočeného kanálku.
Kvůli zvýšení absorpce je přítomno méně NaCl v distálním kanálku, kde je lokalizována macula densa. Ta cítí pokles koncentrace soli a zahájí autoregulační reakci, aby navrátila krevní tlak k normálu. Odpovídá dvěma mechanismy:
1. Nejdříve roztáhne aferentní tepénky, tím začne klesat odpor v tepénkách a vykompenzuje se tak glomerulární hydrostatický tlak způsobený poklesem krevního tlaku.
2. Buňky macula densa uvolňují prostaglandiny, které spouští juxtaglomerulární buňky lemující aferentní arterioly, aby produkovaly renin do krevního řečiště (tyto buňky mohou uvolňovat renin také nezávisle na macula densa a to upozorněním baroreceptory, když je zvýšen tlak v tepénkách).

Macula densa tedy pomáhá udržovat glomerulární filtrační rychlost poměrně stálou v reakci na různý arteriální tlak a to rozšířením aferentních tepének a činností reninu. Renin prochází do krve a zde složitou kaskádou (renin-angiotenzin II-aldosteronová kaskáda) dochází k vzniku angiotensinu II, jenž způsobuje vazokonstrikci eferentních arteriol a zvýšení tlaku krve.

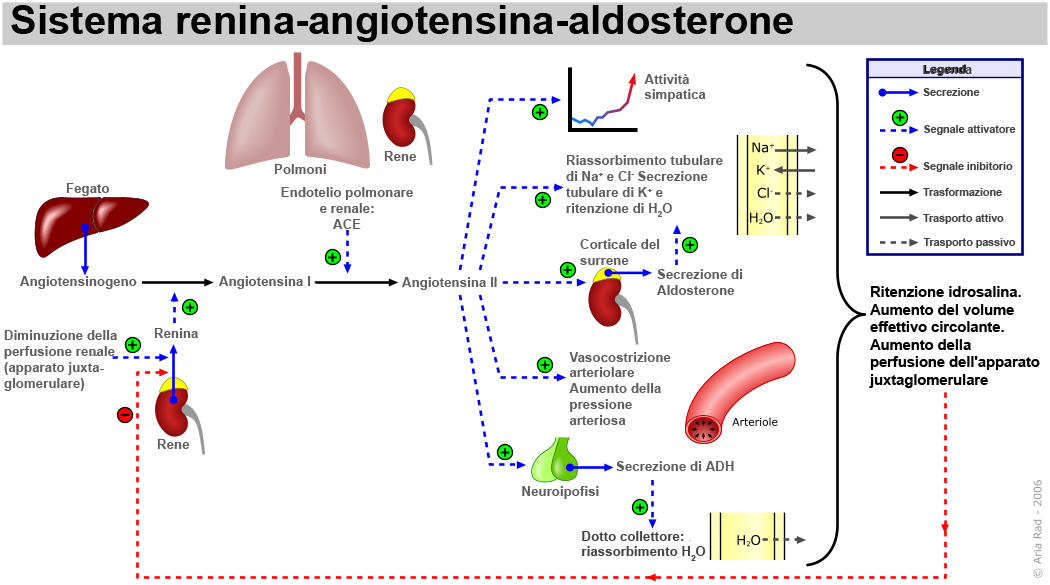
Renin-angiotenzin II-aldosteronová kaskáda